# Bomba calorimetrica
La bomba calorimetrica di Mahler è uno strumento per determinare il potere calorifico di un combustibile solido o liquido; per i combustibili in forma gassosa si ricorre all'uso del calorimetro di Junkers.
Il calore prodotto dalla reazione di combustione del combustibile in esame viene assorbito da una massa di acqua o di altro liquido di cui si osserva l'aumento della temperatura.

## Descrizione
Essa consiste in un recipiente cilindrico di circa 550
cm3, chiuso con un coperchio a vite, dal quale rientrano due fori verso l'interno. In uno di questi fori è introdotta un'asticella di ferro che regge un crogiolo di platino ed una piccola spirale di ferro. Nel crogiolo viene inserito il combustibile di cui vogliamo conoscere il potere calorifico (di solito 40 cm3) e viene introdotto ossigeno sotto pressione. La bomba viene immersa in un calorimetro colmo d'acqua, munito di agitatore e termometro. Si mette in moto l'agitatore e, quando il termometro legge una temperatura costante, nasce una differenza di potenziale tra le asticelle di ferro la quale fa ossidare la spirale di ferro; da qui si crea la combustione del materiale in esame. Il termometro legge la temperatura, che si alza bruscamente fino ad un certo valore, per poi diminuire lentamente. In tal modo è possibile calcolare il potere calorifico superiore con la seguente formula:
{\displaystyle PC={\frac {c_{p}(water)(T_{2}-T_{1})(P+A)}{p}}}
dove T2 e T1 sono rispettivamente le temperature di massima e di minima, P è la quantità di acqua immessa nel calorimetro, A è l'equivalente in acqua del calorimetro (ovvero una massa d'acqua tale da avere la medesima capacità termica delle componenti del calorimetro) e p è la quantità di combustibile utilizzato.